# Dosmasunoarquitectos
Dosmasunoarquitectos es un estudio de arquitectura radicado en Madrid (España), compuesto por los españoles Ignacio Borrego (1975) y Néstor Montenegro (1975) y la colombiana Lina Toro (1978). Todos ellos son profesores asociados de Proyectos en la ETSAM, compaginando esta labor con clases en otras Escuelas de Arquitectura como la de la UEM o la Universidad Alfonso X el Sabio, entre otras. Los tres son directores de la revista Arquitectos del Consejo Superior de Colegios de Arquitectos de España. Su primer proyecto comenzó en 1997, aunque el estudio fue fundado en 2003. Desde entonces han sido reconocidos con numerosos galardones y han dado diversas conferencias a lo largo del mundo.
Sus proyectos han sido ampliamente publicados, destacando los monográficos de las importantes revistas de arquitectura AV, 2G, a+u, Detail y El Croquis. También han participado en varias exposiciones de relevancia internacional, como la XI Bienal de Arquitectura de La Paz (Bolivia, 2010).

## Principales proyectos

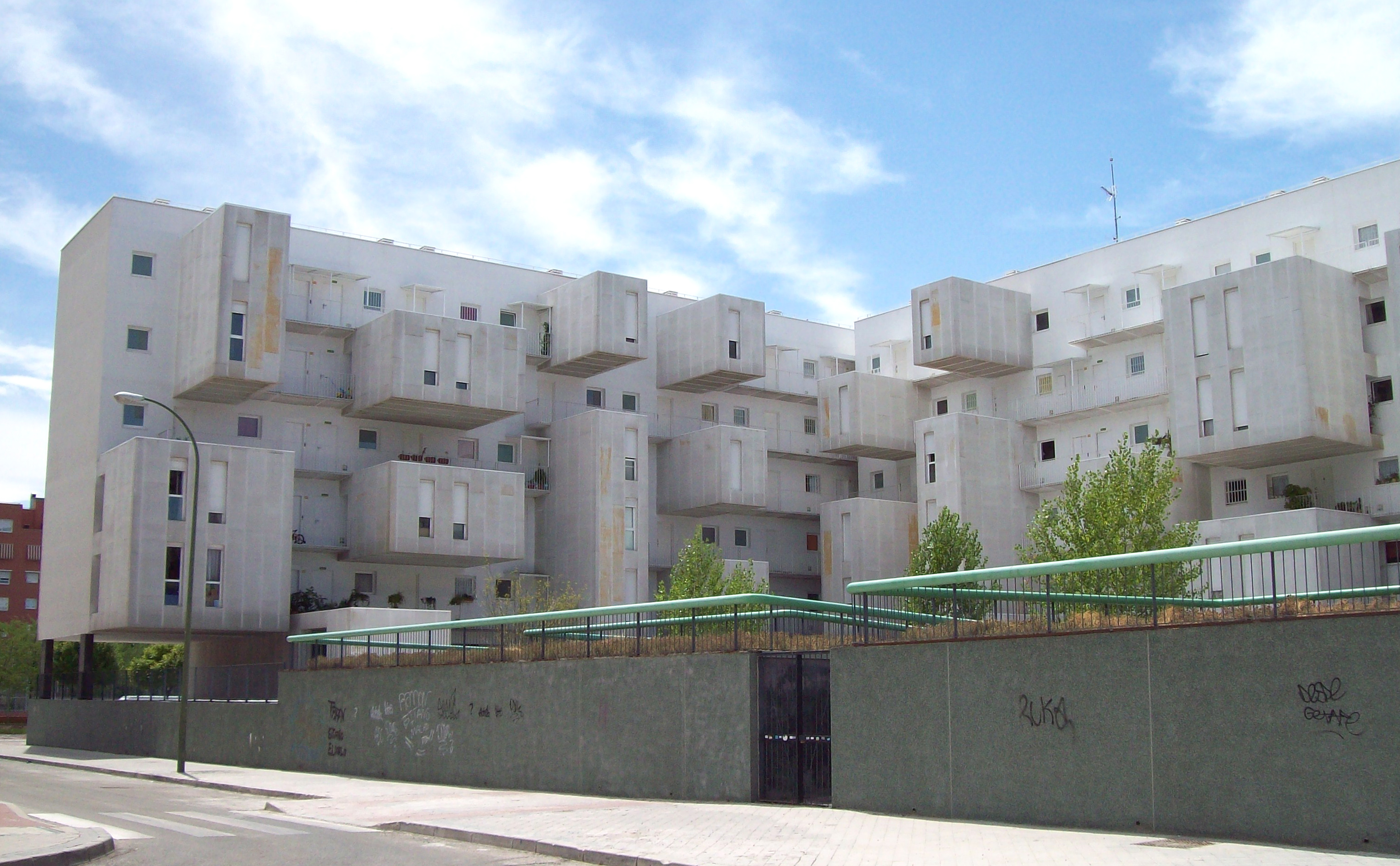
Edificio de 102 viviendas en Carabanchel (Madrid).

- 2012. Centro Municipal de Servicios Sociales, Móstoles, Madrid. (concurso: primer premio)
- 2008. 67 viviendas en La Maquinilla (Colmenar Viejo. (concurso: primer premio)
- 2008. Casa Syntes, Pinto, Madrid.
- 2007. Biblioteca Central de la Universidad de Alcalá de Henares, Madrid. (concurso: primer premio)
- 2007. Museo de la Universidad de Alcalá de Henares, Madrid. (concurso: primer premio)
- 2005. 17 viviendas en Vallecas para la EMV, Madrid. (concurso: primer premio)
- 2003. 102 viviendas en Carabanchel para la EMV (Madrid, España. (concurso: primer premio)